# Mr. Bad Guy
| Críticas profissionais | Críticas profissionais |
| Avaliações da crítica  | Avaliações da crítica  |
| Fonte                  | Avaliação              |
| ---------------------- | ---------------------- |
| AllMusic               | [ 1 ]                  |
| Rolling Stone          | (positive)             |

Mr. Bad Guy é o álbum de estreia a solo do cantor e compositor britânico Freddie Mercury. Lançado em 1985, durante um período de hiato nas gravações do Queen, o álbum contém onze músicas, todas escritas por ele.
Mercury usou influências da disco music e da dance music para o álbum; isso contrastava com o trabalho tipicamente orientado para o rock do Queen. O álbum levou quase dois anos para ser gravado, já que Mercury teve que reunir material suficiente enquanto se comprometia com as atividades da banda. Inicialmente, o álbum deveria apresentar duetos com Mercury e Michael Jackson. Eles gravaram "There Must Be More to Life Than This", mas Mercury desistiu de qualquer colaboração posterior depois de se sentir desconfortável ao trabalhar com a lhama de estimação de Jackson no estúdio, embora Jackson tenha ficado chateado com o uso de drogas por Mercury. A gravação estava sobrecarregando Mercury, pois ele participava de tudo, desde a execução das trilhas até a engenharia de som para obter o efeito desejado. Mercury usou sintetizadores e orquestração no desenvolvimento das músicas, aumentando a diversidade em cada peça.
A música "Living On My Own" foi relançada em 1993 numa forma remixada por No More Brothers, enquanto "I Was Born To Love You" e "Made In Heaven" foram retrabalhadas pelos três membros remanescentes do Queen e incluídas no álbum póstumo do Queen chamado Made In Heaven, lançado em 1995. Esse álbum originalmente se chamaria Made In Heaven.
A canção "I Was Born To Love You" fez parte da trilha sonora internacional da telenovela brasileira "A Gata Comeu" em 1985 como tema do personagem Tony, interpretado por Roberto Pirillo.

Trilha sonora "A Gata Comeu Internacional", lançada em 1985, onde a canção "I Was Born To Love You" esteve incluída.

No encarte do álbum, Freddie dedica o disco aos seus gatos de estimação e também à todos os amantes de gatos do mundo. ("Este álbum é dedicado à meu gato de estimação Jerry - e também Tom, Oscar e Tiffany, e a todos os amantes de gatos ao redor do universo").
Pela primeira vez o álbum foi totalmente remasterizado e reeditado, e posteriormente relançado em 11 de outubro de 2019, em CD, vinil, digital e streaming.

## Lista de músicas
Todas as canções compostas por Freddie Mercury.
| Lado 1 |                          |         |  |
| N.º    | Título                   | Duração |  |
| 1.     | "Let's Turn It On"       | 3:42    |  |
| 2.     | "Made In Heaven"         | 4:05    |  |
| 3.     | "I Was Born To Love You" | 3:38    |  |
| 4.     | "Foolin' Around"         | 3:29    |  |
| 5.     | "Your Kind Of Lover"     | 3:32    |  |

| Lado 2 |                                        |         |  |
| N.º    | Título                                 | Duração |  |
| 6.     | "Mr. Bad Guy"                          | 4:09    |  |
| 7.     | "Man Made Paradise"                    | 4:08    |  |
| 8.     | "There Must Be More to Life Than This" | 3:00    |  |
| 9.     | "Living On My Own"                     | 3:23    |  |
| 10.    | "My Love Is Dangerous"                 | 3:42    |  |
| 11.    | "Love Me Like There's No Tomorrow"     | 3:46    |  |

| UK CD bonus tracks |                                        |         |  |
| N.º                | Título                                 | Duração |  |
| 12.                | "Let's Turn It On" (12" Version)       | 5:06    |  |
| 13.                | "I Was Born To Love You" (12" Version) | 7:03    |  |
| 14.                | "Living on My Own" (12" Version)       | 6:40    |  |

## Créditos
- Freddie Mercury – vocais, piano, sintetizador
- Fred Mandel – piano adicional, sintetizador, guitarras rítmicas
- Paul Vincent – guitarras principais
- Curt Cress – baterias
- Stephan Wissnet – baixo elétrico
- Jo Burt – baixo elétrico em "Man Made Paradise"
- Mack and Stephan Wissnet – programação
- Mack, assistido por Stephan Wissnet – engenharia de som
- The Artful Dodger – cover art
- A. Sawa – photografia

## Desempenho nas Paradas Musicais
| Região         | Paradas Musicais | Paradas Musicais |
|                | Desempenho       | Semanas          |
| -------------- | ---------------- | ---------------- |
| Austrália      | 38               | 10               |
| Áustria        | 23               | 4                |
| Estados Unidos | 159              | 7                |
| Japão          | 20               | 21               |
| Países Baixos  | 20               | 11               |
| Reino Unido    | 6                | 23               |
| Suíça          | 14               | 6                |